# Samuel Gobat
Samuel Gobat, född 26 januari 1799, död 11 maj 1879, var en schweizisk missionär och missionsbiskop.
Efter utbildning vid Baselinstitutet anställdes Gobat i det engelska kyrkomissionssällskapets tjänst för mission i Abessinien, där han verkade 1829-34 och 1835-36. År 1846 mottog han kallelse till det av Fredrik Vilhelm IV upprättade så kallade tysk-engelska biskopsdömet i Jerusalem. Gobat verkade där bland annat för skolväsendet och gav impulser till en omfattande tysk skol- och kärleksverksamhet i Palestina.